# Zaharia Bârsan
Zaharia Bârsan (n. 11 ianuarie 1878, Sânpetru, Brașov, România – d. 13 decembrie 1948, Cluj, România) a fost scriitor, poet, dramaturg și director de teatru român. A fost fondatorul Teatrului Național din Cluj și primul său director.
Cea mai importantă lucrare a sa este poemul dramatic în trei acte, în versuri, „Trandafirii roșii” (1915).
A decedat în 1948 și a fost înmormântat în Cimitirul „Sf. Vineri” din București.

## Operă

### Scrieri
- Visuri de noroc, București, 1903;
- Ramuri, Budapesta, 1906;
- Poezii, București, 1907;
- Impresii de teatru din Ardeal, Arad, 1908;
- Nuvele, București, 1909;
- Sirena. Jurământul, Beiuș, 1912;
- Nuvele, București, 1914;
- Se face ziuă, București, 1914;
- Ca mâini va bate ceasul!, București, 1915;
- Trandafirii roșii[4], București, 1915;
- Furtuna. Cu toții una. Poemul Unirei, Sibiu, 1922;
- Poezii, București, 1924;
- Domnul de rouă, București, 1938;
- Scrieri, ediție îngrijită de Cornel Simionescu și Aurora Pârvu, prefață de Cornel Simionescu, București, 1969.

### Traduceri
- Oscar Wilde: Salomeea, București, 1907.